# Марій Ушем

Емблема «Марій Ушем»

Марій Ушем (мар. Марий Ушем) — найстаріше громадське об'єднання народу марі.

## Поява організації
Виникла після Лютневої революції 1917 р. Перші осередки були сформовані у березні серед східних марійців (м. Уфа, м. Бірськ). Виступали за культурний та духовний розвиток марійського народу, відкриття загальноосвітніх шкіл та викладання в них марійською мовою, запровадження свободи друку та свободи віросповідання. За методами роботи були схожі з українськими «Просвітами». Координацію діяльності всіх осередків «Марій Ушем» здійснювала Центральна спілка марі в Казані.

## Після жовтневого перевороту
У грудні 1918 р. Центральна спілка марі була заборонена більшовицькою владою, всі осередки було примусово перетворено на культурно-просвітницькі гуртки. Згодом і вони були розформовані. Їх замінили марійські відділи при радянських партійних органах. Ціла низка діячів марійського національного руху пішли на службу до російських більшовиків. Однак, більшість активістів зосередились на педагогічний, просвітницький та культурній роботі в новітніх умовах.
Спершу нова влада сприяли розвитку марійської культури і навіть не перешкоджала формуванню марійських еліт. Було проголошено курс на двомовність, створено чимало шкіл із викладанням марійською мовою. На керівні посади в Марійській автономні області висувались партійні кадри марійської національності. На їх користь нерідко звільняли росіян та татар. Були зроблені перші спроби перевести діловодство на марійську. Проте, ці заходи так і не були реалізовані.
У 1930-ті роки національні райони марі в інших регіонах були ліквідовані, зрештою, як інші аналогічні установи інших корінних народів. В результаті репресій марійська національна інтелігенція була практично знищена. Після війни вона була відтворена, формувалися марійські театри, відділення у вищих навчальних закладах, які готували марійську інтелігенцію, видавалися книги і газети марійською мовою. Була створена місцева промисловість, наука, вища освіта, піднялося сільське господарство. Марійці отримували від цього вигоду, як і інші народи республіки. Але ситуація часів коренізації не повернулася. Російська мова та культура тепер грали в Марій Ел провідну роль. Приплив російськомовного населення в республіку привів до часткової асиміляції марійців.
Наприкінці 1960-их років було ухвалено рішення перевести освіту в усіх школах МАССР на російську мову з першого класу. Цією ж мовою провадили діловодство. Весь радянський період переслідувалась Марійська національна релігія — її жерців-картів репресували, і кожен випадок язичницького моління служив приводом для розгляду правоохоронними органами.

## Розвал СРСР і національне відродження
Нечисленна марійська інтелігенція, що відчувала на собі пресинг радянської системи, за першого послаблення режиму почала висловлювати своє невдоволення національною політикою в СРСР. У 1989 р. була заснована перша марійська молодіжна організація «У Вий». Дещо згодом, за негласної підтримки марійського обкому КПРС, було дозволено відродити «Марій Ушем». Це сталось у 1990 р., за сприяння товариства «Меморіал». Установчий з'їзд відбувся у столиці Марій Ел 8 квітня 1990 р. У роботі з'їзду взяв участь 421 делегат, з них 96 — з поза меж Марій Ел. Першим головою організації було обрано доцента Марійського державного університету А. С. Патрушева. Головним завданням відновленої організації було названо відродження та розвиток мови і культури народу, культурно-етнічну консолідацію марі, які розділені адміністративними кордонами.
У 1998 році почав діяти Центр-музей ім. Валєнтіна Колумба (марійського національного поета), створений літератором, перекладачем Лайдою Шем'єром (Владіміром Козловим). Він з 1992 року очолює «Марій Ушем». У 1990-их, за активної участі членів організації зареєстровано релігійну громаду «Ошмарий-Чимари» (мар. «Білі марі — Правовірні марі») з метою відродження марійської національної релігії. Після сімдесятирічного перерви був скликаний З'їзд народу маорі. Делегати і спостерігачі З'їзду обираються на сходах громадян: кожен делегат представляє 2 000 марійців, зокрема й тих, які проживають поза Марій Ел.
«Марій Ушем» стала ініціатором ухвалення основних законів республіки: Конституції, закону про мову і культуру, що розширив сферу використання марійської мови у закладах освіти. До кінця 1990-х абсолютна більшість викладачів вищих навчальних закладів були членами організації, а чимало членів «Марій Ушем» були депутатами всіх рівнів.

## Путінська доба
Ситуація в республіці загалом, і в організації зокрема, сильно змінилась на початку 2000-х років. Главою Марій Ел став Лєонід Маркелов. Рішенням Державних Зборів Марій Ел у 2000 році дію Декларації про державний суверенітет Марій Ел скасовано. Вивчення марійської мови в школах стало факультативним. У 2002 році мітинг марійської громадськості запобіг підготовленому владою закриттю марійського національного театру імені Шкетана (марійського національного драматурга). «Марій Ушем» і З'їзд народу маорі в 2002 році висловили Маркелову недовіру. У 2004 році «Марій Ушем» підтримав на виборах Глави Марій Ел полковника Служби зовнішньої розвідки Міхаїла Долгова, який мешкав у Москві. Однак Долгов програв Леоніду Маркелову.
Розкол в Марійському національному русі посилився після 2010 року. У 2015 році Марійський Національний конгрес і «Мер Канаш» підтримали на виборах Глави Марій Ел кандидата від «Єдиної Росії» Леоніда Маркелова, а «Марій Ушем» і «Марійський світ-21 століття» — комуніста Серґєя Мамаєва, вихідця з Кіровської області. Маркелов знову зберіг свою посаду. У 2016 році Марійський Національний конгрес і «Мер Канаш» на виборах в Державну Думу від Марійського одномандатного округу підтримали Ларису Яковлєву, а «Марій Ушем» і «Марійський світ-21 століття» — комуніста Серґєя Казанкова. Переміг комуніст, що стало рідкісною поразкою єдиноросів в одномандатних округах.
У 2016 році чисельність «Марій Ушем» зросла з 70 до 200 осіб. В організації здебільшого молоді пенсіонери. Молодше покоління — бюджетники, тобто матеріально залежні від влади і особисто від глави республіки та бояться бути звільненими. Чимало молодих прихильників організації в пошуках кращої роботи виїхали з Марій Ел. «Марій Ушем» фінансує себе з членських внесків. На проведення фестивалів і конгресів заможні марійці скидаються окремо. Починаючи з 2002 р. «Марій Ушем» не одержує фінансування від Міністерства культури Марій Ел. 

## Напрямки діяльності
Школа «Юмарі», де вивчаються традиції і вірування марійського народу. Для учнів школи організовують виїзди у місця традиційного проживання марі, щоб подивитися, як там зберігається марійська культура. Лайд Шем'єр налагодив контакти з регіональними відділеннями «Марій Ушем» в сусідніх з Марій Ел суб'єктах федерації, забезпечував їх марійськими книжками.
«Марій Ушем» проводить спільні заходи з іншими національними рухами фінно-угорських народів, до яких відносяться марі. Влада ставиться до таких заходів насторожено, позаяк Естонія і Угорщина — члени НАТО.

## Ідеологія
Ідеологічну платформу «Марій Ушем» достатньо складно окреслити, адже цінності, які сповідує організація в царині національної політики є радше національно-демократичними. Водночас «Марій Ушем» неодноразово підтримувала на виборах до рад різного рівня кандидатів від КПРФ, як певну альтернативу правлячій партії "Єдина Росія". 
- Повернення обов'язкового викладання марійської мови у загальноосвітніх навчальних закладах республіки.
- Заборона облаштування християнських кладовищ у священних для марійців місцях.
- Збільшення числа марійців в органах влади.
- Гласність та свобода слова.
- Відновлення інфраструктури марійських сіл та містечок.